# Чернеєво (гміна)
Гміна Чернеєво (пол. Gmina Czerniejewo) — місько-сільська гміна у північно-західній Польщі. Належить до Ґнезненського повіту Великопольського воєводства.
Станом на 31 грудня 2011 у гміні проживало 7217 осіб.

## Територія
Згідно з даними за 2007 рік площа гміни становила 112.01 км², у тому числі:
- орні землі: 62.00 %
- ліси: 30.00 %

Таким чином, площа гміни становить 8.93 % площі повіту.

## Населення
Станом на 31 грудня 2011:
| Опис     | Загалом | Загалом | Чоловіки | Чоловіки | Жінки | Жінки |
| -------- | ------- | ------- | -------- | -------- | ----- | ----- |
| одиниця  | осіб    | %       | осіб     | %        | осіб  | %     |
| все      | 7217    | 100     | 3688     | 51.10    | 3529  | 48.90 |
| міське   | 2654    | 100     | 1348     | 50.79    | 1306  | 49.21 |
| сільське | 4563    | 100     | 2340     | 51.28    | 2223  | 48.72 |

## Сусідні гміни
Гміна Чернеєво межує з такими гмінами: Вжесня, Ґнезно, Ґнезно, Лубово, Некля, Неханово, Победзіська.